# Южаков, Василий Михайлович
Васи́лий Миха́йлович Южако́в (5 [18] апреля 1913 года — 18 сентября 1966 года) — советский офицер, полковник, Герой Советского Союза, участник Советско-финской войны в должности командира конного взвода 402-го стрелкового полка 168-й стрелковой дивизии 7-й армии и Великой Отечественной войны.

## Биография
Родился 5 (18) апреля 1913 год в деревне Муравьёво ныне Бабушкинского района Вологодской области в крестьянской семье. Русский. Член ВКП(б) с 1941 года. Окончил 7 классов. Работал в колхозе, был председателем промышленной артели в с. Ляменьга Рослятинского р-на.
В Красной армии в 1935—1938 годах и с 1939 года. В 1940 году окончил курсы младших лейтенантов. Участник советско-финской войны 1939—1940 годов.
Командир конного взвода 402-го стрелкового полка (168-я стрелковая дивизия, 8-я армия, Северо-Западный фронт) младший лейтенант Василий Южаков с небольшой группой бойцов 3 декабря 1939 года разгромил на сортавальском направлении отряд противника, проникший в тыл полка.
14 января 1940 года у перекрёстка дорог в районе Леметти конный взвод под командованием Южакова В. М. отразил атаку противника, пытавшегося овладеть выгодной в тактическом отношении высотой.
Указом Президиума Верховного Совета СССР от 20 мая 1940 года «за образцовое выполнение боевых заданий командования на фронте борьбы с финской белогвардейщиной и проявленные при этом отвагу и геройство» младшему лейтенанту Южакову Василию Михайловичу присвоено звание Героя Советского Союза с вручением ордена Ленина и медали «Золотая Звезда» (№ 500).
В 1941 году офицер-кавалерист окончил курсы командиров батальонов. На фронтах Великой Отечественной войны с августа 1941 года. В 1942 году В. М. Южаков окончил ускоренный курс Военной академии имени М. В. Фрунзе. Командовал 289-м Нарвским стрелковым полком.
В 1946 году Герой «зимней войны» окончил курсы «Выстрел». С 1958 года полковник Южаков В. М. — в запасе. Жил в городе Вологде.
Скончался 18 сентября 1966 года.

## Награды
- Медаль «Золотая Звезда» Героя Советского Союза (20.05.1940);
- орден Ленина (20.05.1940);
- три ордена Красного Знамени (06.08.1944, 04.02.1945, 30.12.1956);
- орден Суворова III степени (09.06.1945);
- орден Красной Звезды (13.06.1952);
- медаль «За боевые заслуги» (05.11.1946);
- медаль «За оборону Ленинграда» (22.12.1942);
- медаль «За победу над Германией в Великой Отечественной войне 1941–1945 гг.» (09.05.1945);
- другие медали.

## Память
- Похоронен в Вологде на Введенском мемориальном воинском кладбище.
- Именем Героя названа улица в городе Вологде.